# Eamonn O'Neill
Eamonn O'Neill (1882-3 novembre 1954) est un homme d'affaires irlandais, membre du Cumann na nGaedheal et plus tard un homme politique du Fine Gael.

## Biographie
Né à Kinsale en 1882, O'Neill est le fils de James O'Neill, marchand de Kinsale et membre du premier conseil du comté de Cork. Il fait ses études à la Christian Brothers School de Youghal, à la Presentation Brothers School de Kinsale, au Mungret College et à la Royal University of Ireland, où il obtient un baccalauréat en 1901.
Il hérite de l'entreprise de son père à Kinsale. Il est l'un des fondateurs de l'Irish Master Bakers' Association. Il fait campagne pour que l'électricité soit apportée à Kinsale et l'obtient en 1920. De 1925 à 1928, il siège au conseil du comté de Cork. Lui et le révérend Patrick MacSwiney, vicaire à Kinsale de 1927 à 1940, se sont soutenus mutuellement dans leurs efforts visant à améliorer la situation économique, sociale et culturelle de cette ville en dépression.
O'Neill est candidat de Cumann na nGaedheal aux élections générales de septembre 1927 dans la circonscription de 5 sièges de Cork West mais échoue. Il se présente à nouveau aux élections générales de 1932, et est élu député pour Cork West. Il est réélu aux trois élections générales suivantes, avant de perdre son siège aux élections générales de 1943 au profit du candidat du Clann na Talmhan, Patrick O'Driscoll. Il sert comme Leas-Cheann Comhairle de mai 1939 à mai 1943.
Il est réélu un an plus tard, aux élections générales de 1944, battant son collègue du Fine Gael, Timothy O'Donovan. La circonscription de Cork Ouest est réduite à 3 sièges aux élections générales de 1948, et O'Neill se présente dans la circonscription de Cork Sud mais n'est pas  réélu. Il ne se présente à aucune autre élection.
C'est un sportif actif ; il fait don de la Coupe O'Neill aux clubs de rugby juniors du comté de Cork. Il est également un chanteur et musicien accompli et un mécène des arts à Cork.